# Jarosław Lewicki
Jarosław Maria Lewicki (ur. 31 stycznia 1948 w Katowicach, zm. 7 listopada 2011 w Katowicach) – polski dziennikarz i pisarz. Studiował prawo i dziennikarstwo. Autor powieści, zbiorów opowiadań, słuchowisk radiowych oraz publicystyki społecznej związanej z problemami urbanizacji, autor recenzji dotyczących utworów literackich, dzieł malarskich, muzycznych.

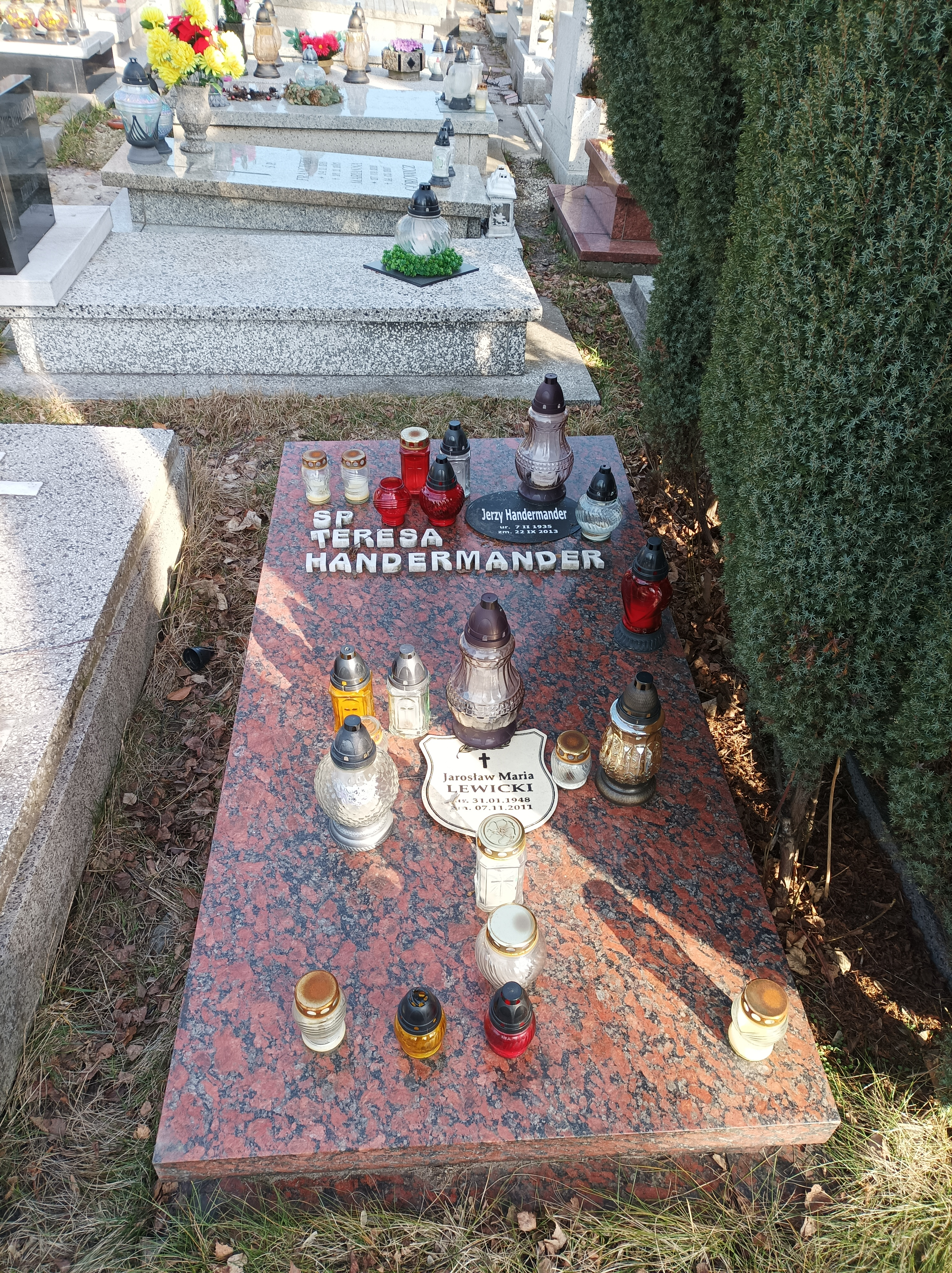
Grób Jerzego Handermandera i Jarosława M. Lewickiego na cmentarzu przy ul. Sienkiewicza w Katowicach

Publikował m.in. w „Poglądach”, „Kulturze”, „Tak i nie”, „Nowym dzienniku”, „Opcjach”, „Śląsku”. Wspólnie z oddziałem SARP w Katowicach wydawał pismo „Kościuszki i okolice...” (w latach 2003–2011).
W 1980 r. pomysłodawca i współtwórca Komitetu Odbudowy Muzeum Śląskiego w Katowicach, rzecznik prasowy Komitetu, jego działania doprowadziły do restytucji Muzeum Śląskiego. Autor książek o Katowicach. Powołał do życia Stowarzyszenie „Kościuszki i okolice”, które to zajmuje się m.in. problemami architektury modernistycznej w Katowicach. Członek Stowarzyszenia Pisarzy Polskich.